# If You Have Ghost
If You Have Ghosts je extended play švédské heavymetalové hudební skupiny Ghost. Vyšel 20. listopadu 2013 pod vydavatelstvím Loma Vista Recordings. Obsahuje pět písní, z čehož jen jedna je původně skupiny Ghost. Ostatní jsou coververze, převážně skladeb od interpretů hrajících jiné hudebních styly; například eurodance, pop či synthpop. Producentem nahrávky byl americký hudebník Dave Grohl.

## Seznam skladeb
| Pořadí         | Název                                      | Autor                                              | Délka |
| -------------- | ------------------------------------------ | -------------------------------------------------- | ----- |
| 1.             | If You Have Ghosts (Roky Erickson cover)   | Roky Erickson                                      | 3:32  |
| 2.             | I'm a Marionette (ABBA cover)              | Benny Andersson, Björn Ulvaeus                     | 4:50  |
| 3.             | Crucified (Army of Lovers cover)           | Alexander Bard, Anders Wollbeck, Jean-Pierre Barda | 5:13  |
| 4.             | Waiting for the Night (Depeche Mode cover) | Martin Gore                                        | 5:38  |
| 5.             | Secular Haze (živě)                        | A Ghoul Author                                     | 5:28  |
| Celková délka: | Celková délka:                             | Celková délka:                                     | 24:41 |

## Obsazení
- Papa Emeritus – zpěv

Bezejmenní ghůlové
- – sólová kytara
- – basová kytara
- – rytmická kytara
- – klávesy
- – bicí

Technická podpora
- Dave Grohl – produkce